# Viviana Dávila
Vivian Alexandra Dávila Giraldo (Cali, Colombia, 18 de agosto de 1991) es una periodista, presentadora de televisión y modelo colombiana. Participó en el Concurso Nacional de Belleza de Colombia en su edición del 2014, como representante del distrito de Bogotá. Hizo parte de la sección de noticias internacionales de Noticias Caracol, llamada El Mundo Hoy.

## Carrera
Dávila inició en el modelaje a los catorce años de edad, sus primeras pasarelas fueron en Cali, donde fue modelo revelación del Cali ExpoShow. A los quince años, hizo parte de la pasarela de la diseñadora venezolana Carolina Herrera en Colombiamoda, donde se encargó de abrir y cerrar el desfile. Luego estudió Comunicación social en la Universidad Autónoma de Occidente de Cali, donde sirvió de modelo para la publicidad oficial de la Universidad. Ha trabajado en programas como Divinas y adogtados del canal City TV, Citynoticias de City tv, trabajó como presentadora en el programa de tecnología Viajeros 3.0 del Canal TR3CE, además ha colaborado en el canal Fashion TV en México.
Participó en el Concurso Nacional de Belleza de Colombia en su edición del 2014, como representante del distrito de Bogotá. Clasificó como segunda princesa, además de ganar el premio Figura Bodytech al mejor cuerpo del reinado. Sin embargo, meses después Dávila renunciaría a su título, por motivos de salud.
En abril de 2015, ingresó a Caracol Televisión, primero como presentadora de la sección de entretenimiento de Noticias Caracol, llamada Show Caracol. donde entrevistó a personalidades de la farándula como Vin Diesel, Ariadna Gutiérrez y Nina Dobrev, entre otros. A mediados de mayo de 2017, cambia su rol de presentadora de entretenimiento, para dedicarse a la reportaría de noticias generales, en el mismo informativo. A partir de julio de 2017, comienza a presentar la sección de tecnología Desenrédese, en la emisión central del noticiero y la sección internacional El Mundo Hoy, en las emisiones de los fines de semana.